# 楽天シンフォニーコリア
楽天シンフォニーコリア株式会社（英語: Rakuten Symphony Korea, Inc.、朝鮮語: 라쿠텐심포니코리아）は、ソウルに拠点を置くITスタートアップ企業。楽天シンフォニー株式会社傘下。設立時の社名は株式会社イストモブ（英語: Estmob、朝鮮語: 이스트몹）。
P2Pファイル転送サービス「SendAnywhere（センドエニウェア）」、ファイル転送+クラウドストレージサービス「楽天ドライブ（旧称：Sendy）」を企画・開発・運営する。

## 概要
2012年7月に韓国最大のソフトウェア開発会社ESTsoft出身のオ・ユンシク（Yoonsik Oh）が株式会社イストモブを設立。
オ・ユンシクは「いろんなデバイスの間のファイル転送がなぜこんなに不便なのか」という疑問から、ESTsoftの社内ベンチャー公募プログラムでファイル転送サービスのアイディアを出し優勝したことをきっかけに創業、「SendAnywhere」をリリース。
2019年、日本支社として株式会社センディを設立。SendAnywhereをベースにしたクラウドサービス「Sendy」の提供を開始。
2021年、イストモブおよび日本の子会社センディを楽天モバイル株式会社が買収し、完全子会社化、イストモブはセンディとともに楽天グループの通信プラットフォーム事業組織「Rakuten Symphony（楽天シンフォニー）」へ参画。2022年には楽天シンフォニー株式会社の傘下に入り、4月1日付で法人名をRakuten Symphony Korea, Inc.に改称した。
「Sendy」サービスは2023年に「Rakuten Drive（楽天ドライブ）」へリブランドされ、2024年には楽天グループの楽天IDと連携するなど日本国内での本格提供を開始、楽天シンフォニーコリアは楽天ドライブのグローバルな運営主体となっている。

## 沿革
- 2012年 - Estmob 創立（本社）、Send Anywhere サービスローンチ
- 2013年 - MAU 10万達成
- 2014年 - MAU 50万達成、$1M シードファンディングを誘致（楽天ベンチャーズ）[11]
- 2015年 - MAU 100万達成 、SamsungプリンターとMOU締結
- 2016年 - MAU 200万達成、アンドロイド500万ダウンロード突破、Samsung GalaxyとMOU締結（ギャラクシーS7にSend Anywhere機能を搭載）、$6M 投資金を誘致（楽天ベンチャーズ）[12]
- 2017年 - MAU 300万達成、POLARIS OfficeとAPIパートナー契約
- 2018年 - MAU 350万達成、累積ダウンロード2,000万突破、Send Anywhere PLUS リリース、Android1,000万ダウンロード突破、NaverとMOU協約
- 2019年 - 日本支社・株式会社センディを創立、Sendy サービスローンチ、$3M 投資金を誘致（楽天ベンチャーズ）、累積ダウンロード3,000万突破
- 2020年 - MAU 420万達成、Sendy PRO、Sendy Business 発売
- 2021年 - 楽天モバイル株式会社に買収され、完全子会社化[4]
- 2022年 - 楽天シンフォニー傘下となり、Rakuten Symphony Korea, Inc.に改称[8]
- 2023年 - Sendy サービスを楽天ドライブへリブランド[10]

（特記外出典）

## 事業

### SendAnywhere
デバイス間のファイル転送サービス。ブラウザとスマートフォンアプリから無料版は10GBまでのファイル転送ができる。転送データ容量を拡大し広告非表示の有料版「Send Anywhere Email Add-on」も提供される。
2012年サービス開始。日本、台湾、韓国、アメリカ、イギリスで幅広く利用され、2020年時点で累計3,100万DLを達成し、韓国国内のスタートアップランキングで7位。2022年には世界230カ国で5,000万ダウンロードを達成。

### 楽天ドライブ（旧Sendy）
Send Anywhereの技術にクラウド機能を追加、ファイル転送とオンラインストレージを提供するクラウドサービスである。Microsoft 365を搭載しクラウド上でMS Office文書の編集が可能。個人向けと法人向けがあり、個人向けは楽天グループの楽天IDと連携可能。個人向け有料版として「楽天ドライブPRO」「楽天ドライブビジネス」も提供されている。
2019年「Sendy」としてサービス開始。2023年1月25日より「Rakuten Drive」へブランド名を変更。

## 技術連携
2015年にSamsungプリンターとMOU締結、2016年にSamsungギャラクシーとMOU締結、2018年にNaverとMOU締結。

## 資金調達
イストモブは2014年5月に日本最大のIT企業である楽天のベンチャーキャピタル部門、楽天ベンチャーズから100万ドルを調達。その後も、2016年1月に600万ドル、2019年に300万ドルを調達し累積1,000万ドルを調達している。

## 関連会社

### 株式会社センディ
イストモブの日本支社として2019年4月設立、6月にSendyの提供を開始。のち、楽天ドライブ（旧Sendy）のグローバルな運営主体は韓国の親会社である楽天シンフォニーコリア（旧イストモブ）となっている。SendAnywhereの日本における「特定商取引法に基づく表示」によれば、株式会社センディは日本での販売サポート業者となっている。
当初のオフィスは六本木のコミュニティ型ワークスペース「WeWork」に置いていた。その後登記上所在地は港区北青山を経て2022年に世田谷区玉川（楽天クリムゾンハウス：楽天本社の所在地）へ移転している。
設立時CEOの一人であるライアン・ソン (Ryan Son) はGoogle出身。本国のイストモブでは最高マーケティング責任者（CMO）であった。のち旧イストモブである楽天シンフォニーコリアのCEOとなっている。
なお、専修大学の公式マスコット「センディ」、セブン銀行子会社のセブン・グローバルレミットが提供していた海外送金サービス「Sendy」、ケニアの物流企業「Sendy Limited」はいずれも無関係である。